# Webau
Webau is een plaats en voormalige gemeente in de Duitse deelstaat Saksen-Anhalt, en maakt deel uit van de Landkreis Burgenlandkreis.
Webau telt 1.319 inwoners.

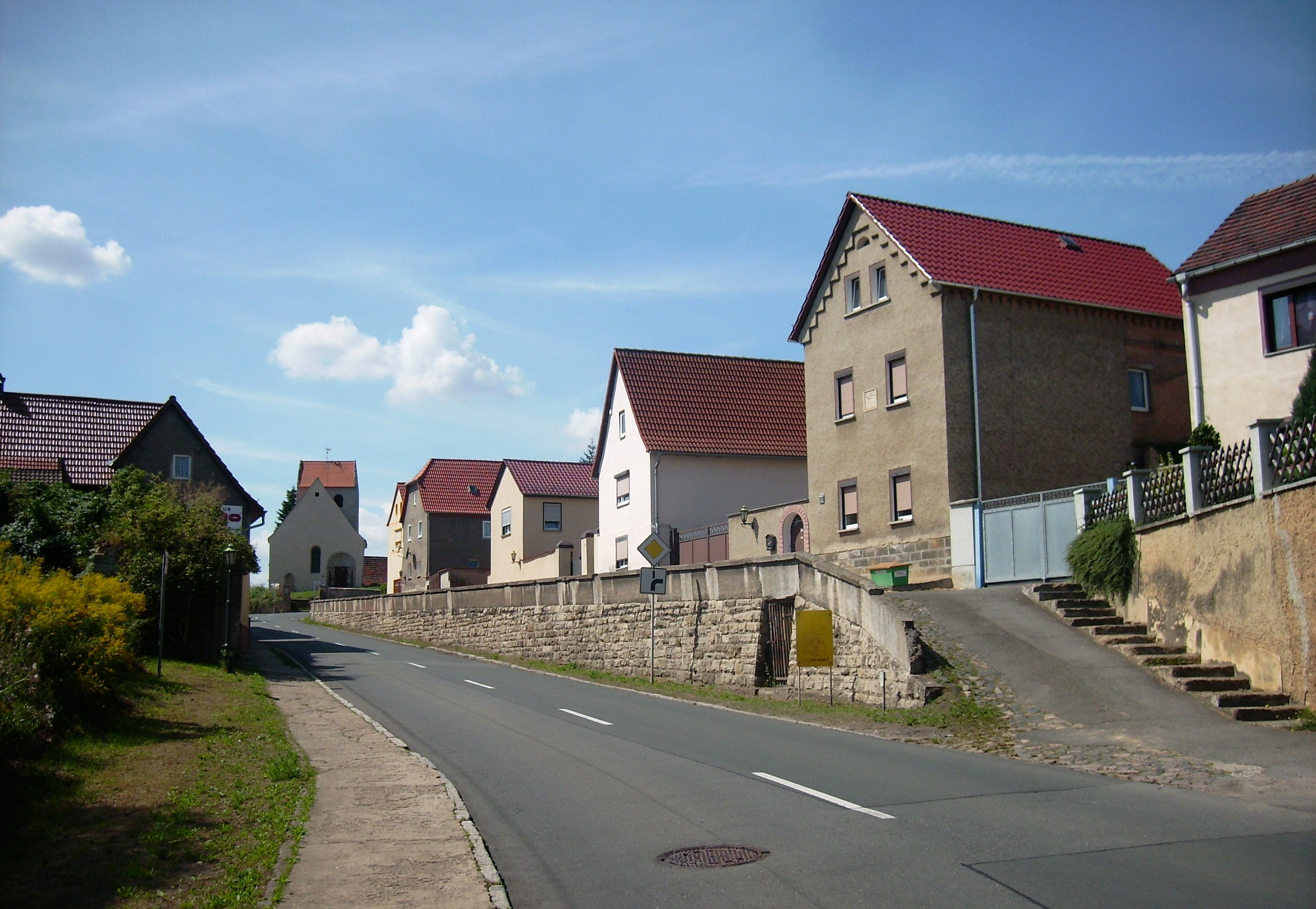
Straat in Webau
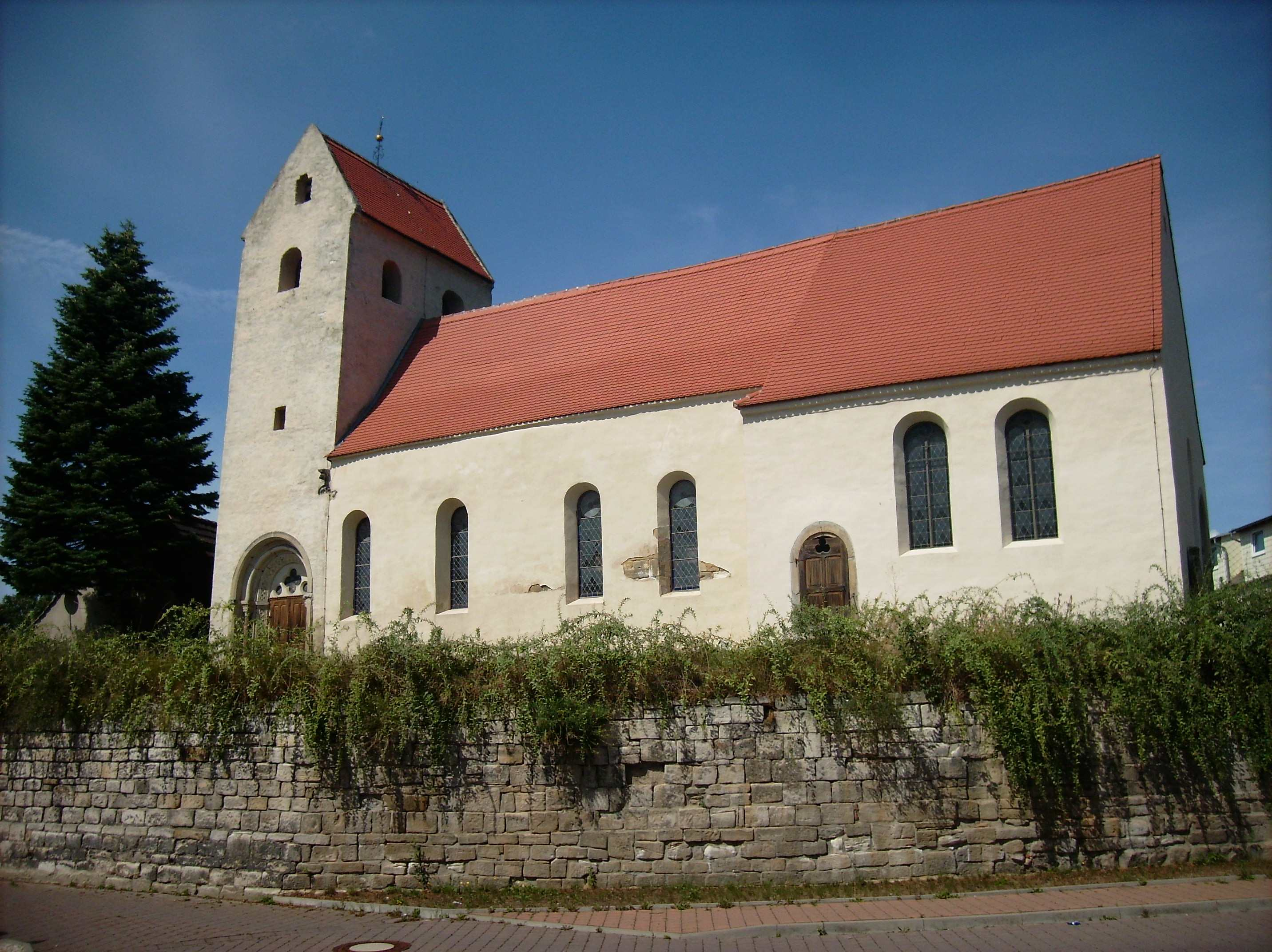
Kerk van Webau